# دهرود سفلی
دهرود سفلی، روستایی است از توابع بخش ارم در شهرستان دشتستان استان بوشهر ایران.
دهرود سفلی از روستاهای کوهستانی استان بوشهر در شهرستان دشتستان است. این روستا به خاطر نزدیک بودن به رودخانه‌ای بزرگ و پرآب (البته در زمان دور) به دهرود یا همان ده رود یعنی ده کنار رود معروف شد؛ که البته هم‌اکنون از این رودخانه پرآب جز دره‌ای خشک چیزی باقی نمانده‌است.
محصولات کشاورزی شامل گندم جو ذرت کنجد هندوانه گوجه فرنگی می‌باشد.
محصولات باغی شامل خرما لیموترش انار می‌باشد.

## مردم
مردم این روستا از شامل خانواده های مختلف از جمله مرادی ،رستمی ، اسفندیاری ، آتش بار ، تنگ ارمی و....می باشند البته بخشی هم از اهالی  این روستا از ایل قشقایی ، طایفه شش بلوکی هستند و به زبان ترکی قشقایی سخن می گویند.

## جمعیت
این روستا در دهستان دهرود قرار داشته و بر اساس سرشماری سال۱۴۰۰ جمعیت آن۳۸۰۰نفر (۶۰۰خانوار) می‌باشد.